# Sumter County (Georgia)
Sumter County is een county in het westen van de Amerikaanse staat Georgia. De hoofdplaats is Americus.
De county heeft een landoppervlakte van 1.257 km² en telt 32.532 inwoners (2007). Sumter County is gesticht op 26 december 1831 als afsplitsing van Lee County. De county is vernoemd naar Thomas Sumter, generaal uit de Amerikaanse Revolutie en lange tijd lid van het Amerikaans Congres namens South Carolina.

## Demografie

### Bevolkingsontwikkeling
Zoals hierboven besproken had Sumter County in 2007 32.532 inwoners. In de volkstelling van 2000 waren dat er 33.200. Een van deze inwoners is ex-president Jimmy Carter, geboren en woonachtig in Plains.
Onderstaande tabel toont de ontwikkeling van de bevolkingsaantallen van Sumter County per decennium vanaf 1900.

### Steden en dorpen
Meer dan de helft van de inwoners van de county woont in de hoofdplaats Americus. Andere plaatsen zijn:
- Andersonville
- Cobb
- De Soto
- Leslie
- Plains

## Geografie
Volgens het U.S. Census Bureau omvat Sumter County een totale oppervlakte van 1276 km², waarvan 1257 km² land en 19 km² (1,47%) water.
Muckalee Creek stroomt door Sumter County.

### Belangrijkste wegen
- U.S. Highway 19
- U.S. Highway 280
- Georgia State Route 3
- Georgia State Route 27
- Georgia State Route 30
- Georgia State Route 45
- Georgia State Route 49
- Georgia State Route 153
- Georgia State Route 195
- Georgia State Route 377